# Lissnuitkever
De lissnuitkever, ook wel lissenboorder (Mononychus punctum-album) is een kever die behoort tot de familie snuitkevers (Curculionidae).

## Beschrijving
De kever heeft een zeer gedrongen, bijna rond lichaam met omlaag gebogen kop en een opvallend lange snuit. De lengte is ongeveer 4 tot 5 millimeter. De kleur is donkerbruin tot zwart, de onderzijde en poten zijn lichter door een fijne, fluweelachtige beharing. De tasters zitten op het midden van de snuit, de poten hebben stevige klauwtjes. Kenmerkend is het lichtere tot witte, duidelijk zichtbare vlekje aan de voorzijde van de dekschilden tegen het borststuk, hieraan is ook de soortnaam te danken; punctum betekent punt en album betekent wit.

## Algemeen
De lissnuitkever leeft van plantensappen van verschillende soorten Iris, waaronder de gele lis (Iris pseudacorus), en zuigt deze op middels de lange snuit. Voornamelijk aan de bloemen en bladeren worden sappen onttrokken. De larve leeft van de zaden van de iris. Ondanks hun geringe lengte kunnen de snuitkevers zo massaal voorkomen dat een plant volledig te gronde kan worden gericht.
In grote delen van Europa is de lissnuitkever vrij algemeen, ook in Nederland en België.